# Mansuy Gauvin
 (janvier 2021).
Si vous disposez d'ouvrages ou d'articles de référence ou si vous connaissez des sites web de qualité traitant du thème abordé ici, merci de compléter l'article en donnant les références utiles à sa vérifiabilité et en les liant à la section « Notes et références ».
Pour les articles homonymes, voir Mansuy et Gauvain (homonymie).
Mansuy Gauvin ou Mansuy Gauvain est un sculpteur lorrain du XVIe siècle mort après 1542.
Il fut le sculpteur ordinaire du duc de Lorraine René II. Il travailla également pour Antoine de Lorraine, dit le Bon, duc de Lorraine et duc de Bar, fils de René II.

## Biographie
D'abord simple ouvrier, qualifié de « menuisier » dans les comptes du receveur général qui le rémunère, il est peu à peu reconnu pour son talent et remercié pour ses œuvres multiples du Palais Ducal, à tel point que le duc Antoine lui attribue une somme afin qu'il vienne s'installer irrévocablement à Nancy (Nancey), lui, sa femme et ses enfants.
Sa première œuvre date environ de 1498 et sa dernière de 1542.
Il a plusieurs enfants, dont un fils, Jean ou Jehan Mansuy, comme lui « tailleur d'images » (ymaigier ou ymageur ou ymaigeur en français médiéval), sur lequel on sait peu de choses sinon qu'il travailla avec son père. Jehan est notamment auteur d'une « grande crosse et de deux écussons avec un ange, le tout de noir, à mettre sur le grand hôtel en l'église des sœurs du couvent du Pont à Mousson ».

## Réalisations
- La statue de Notre-Dame de Bonsecours qui fut placée dans la chapelle du même nom après la bataille de Nancy en 1477.
- L'enfeu du duc René II dans l'église des Cordeliers de Nancy
- Le tombeau de Hugues des Hazards dans l'église Saint-Médard de Blénod-lès-Toul
- La piéta et les statues des saints locaux Berthaire et Attalein conservées à l'ancienne abbatiale bénédictine et à l'église Saint-Pierre-aux-Liens à Bleurville
- La porte du palais ducal de Nancy, l'actuel musée Lorrain (statue équestre de 1512 détruite en 1792 et remplacée en 1851 par une œuvre de Viard)

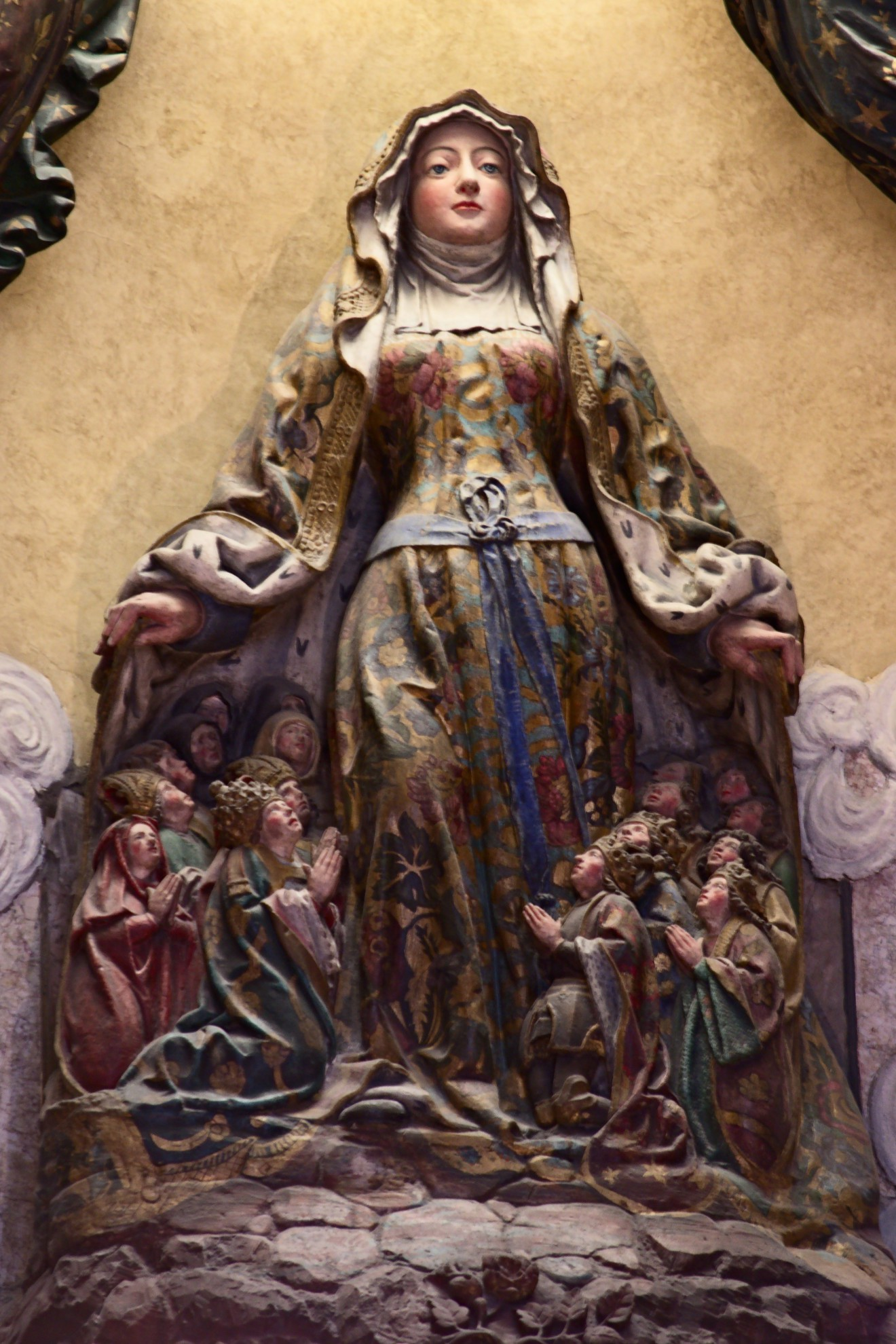
Notre-Dame de Bonsecours
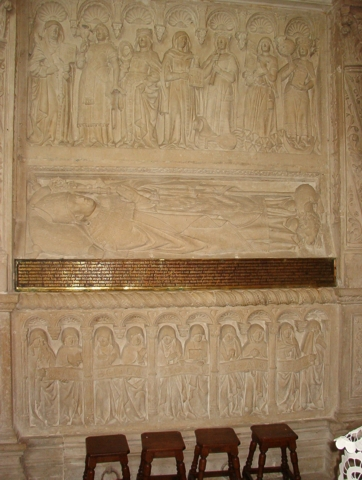
Tombeau de Hugues des Hazards
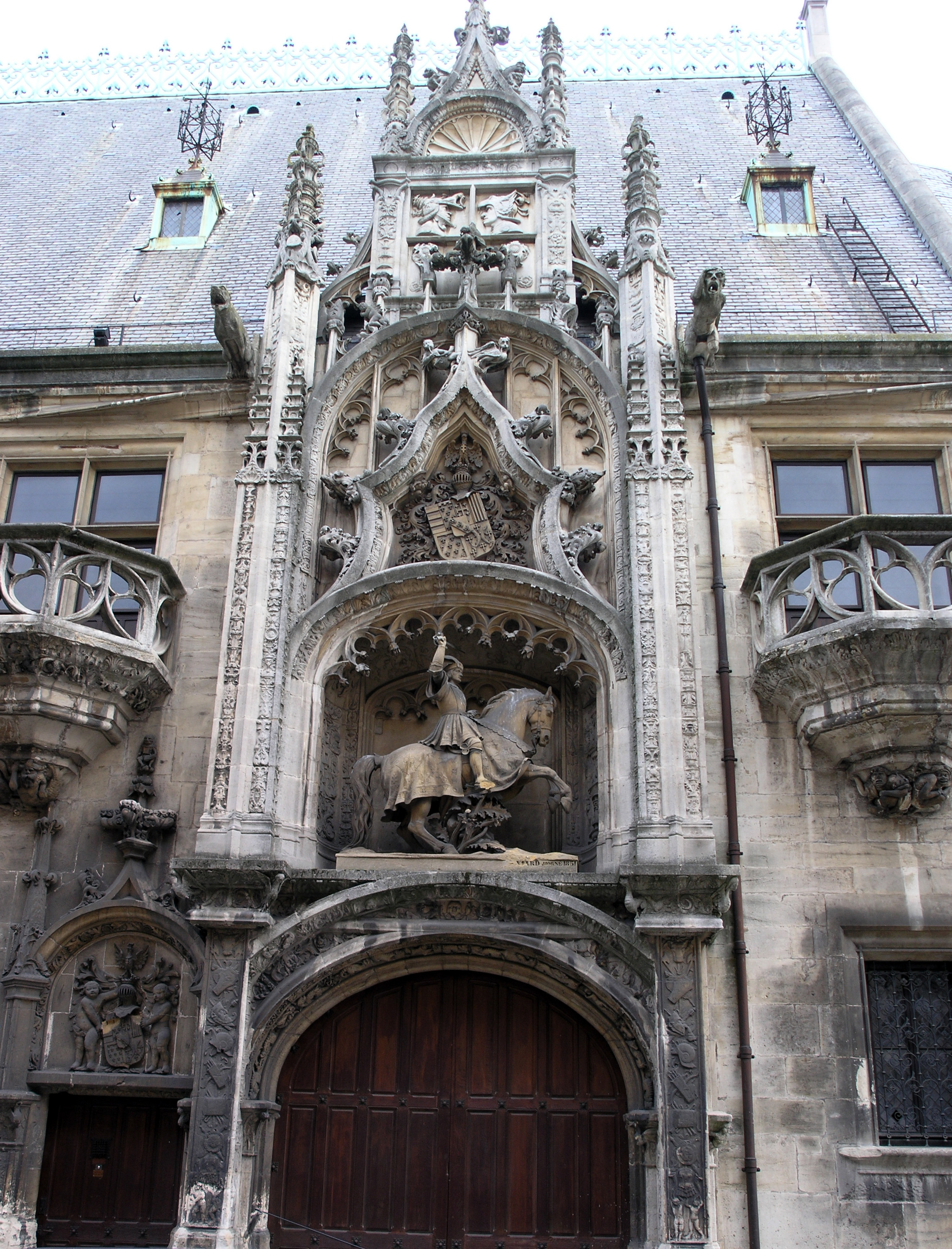
Porterie du Palais ducal